# Sky Express SA
Sky Express, in der Eigenschreibweise SKY express,  ist eine griechische Fluggesellschaft mit Sitz in Iraklio und Basis auf dem Flughafen Iraklio.

## Geschichte
Sky Express wurde im Jahre 2005 von Miltiadis Tsagarakis, einem ehemaligen Piloten der Olympic Airways, gegründet. Tsagarakis war Hauptgeschäftsführer der Olympic Airways und war u. a. Berater des Managements. Er war zudem Kapitän und Pilot des Flugzeugs des griechischen Premierministers.
Die Flotte der Sky Express bestand anfangs nur aus einer BAe Jetstream 3102 mit der Seriennummer 829 und dem Luftfahrzeugkennzeichen SX-SKY, später kam noch eine weitere hinzu. Darauf folgten zwei McDonnell Douglas MD-83 und zwei weitere Jetstream 41. Die MD-83 wurden meistens für den Sommer-Charterbetrieb verwendet und bald wieder ausgeflottet.
2020 kündigte Sky Express an, erneut internationale Ziele anfliegen zu wollen. Dafür wurden im Oktober 2020 sechs Airbus A320neo bestellt. Der erste Airbus A320neo wurde bereits am 28. November 2020 an die Fluggesellschaft übergeben. Im nächsten Jahr wurden sechs ATR 72-600 bestellt, das erste Flugzeug wurde am 30. Juni 2021 an Sky Express übergeben.

## Flugziele
Sky Express bedient von Athen, Heraklion, Rhodos, Thessaloniki und weiteren Flughäfen Griechenlands aus Ziele in Europa.
Im deutschsprachigen Raum werden Düsseldorf, Frankfurt, München und Wien von Athen aus angeflogen.

## Flotte

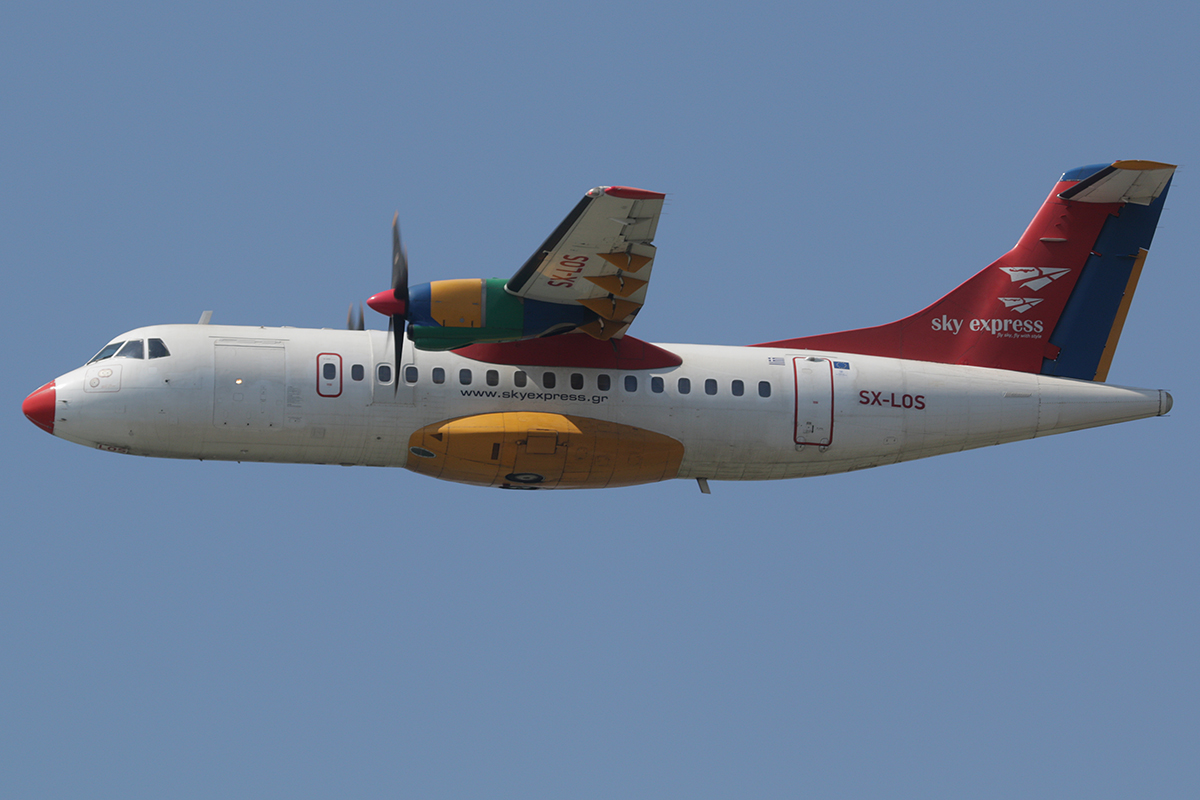
ATR 42-300 der Sky Express

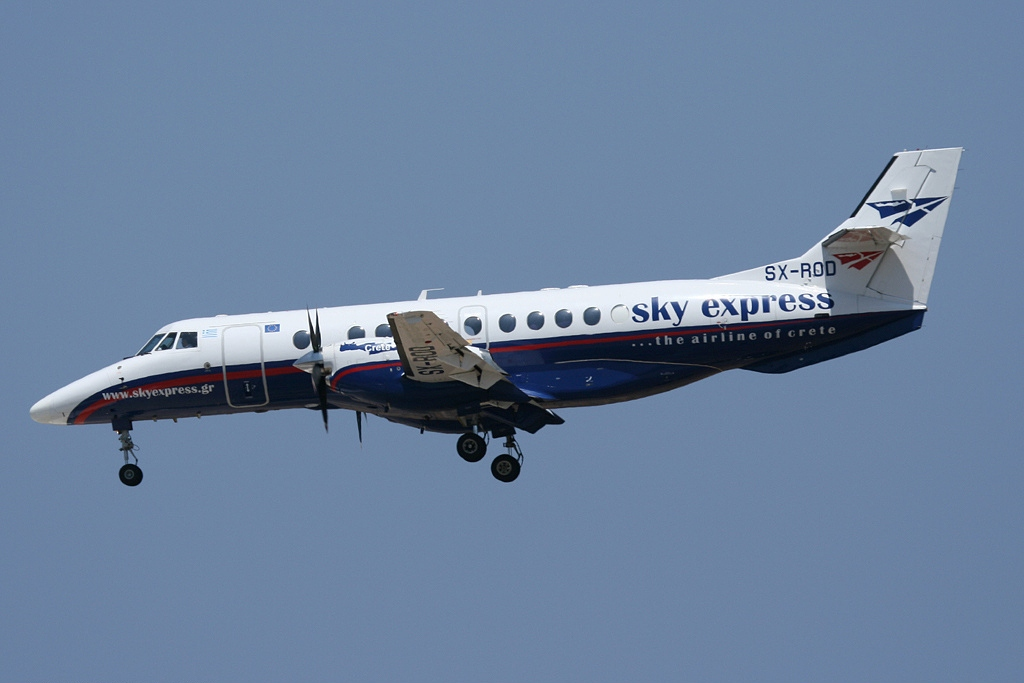
BAe Jetstream 41 der Sky Express

### Aktuelle Flotte
Mit Stand April 2025 besteht die Flotte der Sky Express aus 27 Flugzeugen mit einem Durchschnittsalter von 7,8 Jahren:
| Flugzeugtyp     | Anzahl | bestellt | Anmerkungen | Sitzplätze | Durchschnittsalter |
| --------------- | ------ | -------- | ----------- | ---------- | ------------------ |
| ATR 42-500      | 04     |          |             | 48         | 28,3 Jahre         |
| ATR 72-600      | 10     |          |             | 72         | 03,2 Jahre         |
| Airbus A320-200 | 01     |          |             | 180        | 14,1 Jahre         |
| Airbus A320neo  | 10     | 2        |             | 162–186    | 03,8 Jahre         |
| Airbus A321neo  | 02     |          |             | 230        | 06,7 Jahre         |
| Gesamt          | 27     | 2        |             |            | 07,8 Jahre         |

### Ehemalige Flugzeugtypen
In der Vergangenheit setzte Sky Express bereits folgende Flugzeugtypen ein:
- ATR 42-300
- BAe Jetstream 41
- Boeing 747-200
- McDonnell Douglas MD-83